# Thrips italicus
Thrips italicus är en insektsart som först beskrevs av Bagnall 1926.  Thrips italicus ingår i släktet Thrips och familjen smaltripsar. Inga underarter finns listade i Catalogue of Life.